# Trachyxiphium saxicola
Trachyxiphium saxicola là một loài rêu trong họ Pilotrichaceae. Loài này được (R.S. Williams) Vaz-Imbassahy & D. Costa mô tả khoa học đầu tiên năm 2009.